# Pulsatilla halleri
Pulsatilla halleri is een zeldzame, overblijvende plant uit de ranonkelfamilie (Ranunculaceae) die te vinden is op kalkrijke rotsbodems in de Alpen, de Hoge Tatra en de Dinarische Alpen.

## Naamgeving enetymologie
- Synoniemen: Anemone halleri All.
- Frans: Pulsatille de Haller, Anémone de Haller
- Duits: Hallers Kuhschelle, Hallers Küchenschelle

De botanische naam Pulsatilla is afgeleid van het Latijnse pulsare (slaan, zwaaien). Naargelang de bron zou dit slaan op de op een klok lijkende bloemen of op de zaden, die door windstoten worden verspreid. De soortaanduiding halleri is een eerbetoon aan de Zwitserse fysioloog en botanicus Albrecht von Haller (1708-1777).

## Kenmerken
Pulsatilla halleri is een lage, overblijvende, kruidachtige planten, met rechtop staande wortelstokken en een tot 30 cm hoge, rechte, onvertakte stengel. Tijdens de bloei vormt zich een basaal bladrozet van fijnverdeelde, dubbelgeveerde bladeren met ten hoogste vijf primaire segmenten en spitse bladslippen. Hogerop de stengel bevinden zich drie zeer diep ingesneden stengelbladeren met lijnvormige slippen. Zowel bladeren als stengels zijn dicht bezet met zilvergrijze, wollige haren.
De bloemen zijn groot, alleenstaand aan het einde van de bloemstengel, meestal rechtop staand, zonder schutbladen. De bloemen zijn radiaal symmetrisch, aanvankelijk klokvormig, later uitgespreid, met meestal zes lichtviolette, spitse kroonbladachtige kelkbladen, aan de buitenzijde zilverachtig behaard. Er zijn geen echte kroonbladen. De bloem bezit talrijke geel of paars gekleurde vruchtbare meeldraden en meestal ook schijfvormige staminodiën of onvruchtbare meeldraden. Er zijn talrijke, losse vruchtbeginsels met elk een zaadknop en een lange, veervormige stijl.
De plant bloeit van mei tot juli.

## Habitaten verspreiding
Pulsatilla halleri groeit voornamelijk in droge kalkgraslanden en op rotsachtige plaatsen op kalkrijke bodems in de subalpiene en alpiene zones van het hooggebergte, tot op 3000 m hoogte.
De plant komt plaatselijk voor in de Alpen (voornamelijk in Hautes-Alpes (Frankrijk), Wallis (Zwitserland, Steiermark (Oostenrijk) en in Noord-Italië), in de Hoge Tatra en de Dinarische Alpen.

## Verwante en gelijkende soorten
Pulsatilla halleri is moeilijk van andere, roodgekleurde Pulsatilla-soorten te onderscheiden. De plant lijkt sterk op het meer algemene wildemanskruid (P. vulgaris), maar heeft minder verdeelde bladeren met slechts vijf primaire segmenten in plaats van zeven of negen, is sterker behaard, heeft grotere bloemen en komt hoger in de bergen voor. De bladeren zijn eveneens minder fijn verdeeld dan die van P. montana, en de bloemen zijn lichter van kleur en meestal rechtopstaand, in tegenstelling tot die van P. montana. De kelkbladen hebben geen teruggeslagen top, zoals bij P. pratensis; de bloemen zijn lichter van kleur dan de donkerrode bloemen van P. rubra, die tevens enkel op zure grond voorkomt.
... · P. alpina (Alpenanemoon) · P. a. subsp. alpina · P. a. subsp. apiifolia (Gele alpenanemoon) · P. a. subsp. austriaca (Oostenrijkse alpenanemoon) · P. a. subsp. austroalpina · P. a. subsp. cantabrica · P. a. subsp. cyrnea · P. a. subsp. font-queri · P. a. subsp. millefoliata · P. a. subsp. schneebergensis · P. halleri · P. montana · P. pratensis · P. p. subsp. pratensis · P. p. subsp. bohemica · P. p. subsp. hungarica · P. p. subsp. nigricans · P. rubra · P. r. subsp. rubra var. serotina · P. vernalis (Lenteanemoon) · P. vulgaris (Wildemanskruid) · ...